# Worpswede
Worpswede é um município da Alemanha localizado no distrito de Osterholz, estado de Baixa Saxônia.